# James Young (jugador de bàsquet)
James Young (nascut el 16 d'agost de 1995 en Flint, Michigan) és un jugador de bàsquet nord-americà que actualment pertany als Boston Celtics de l'NBA. Young va jugar bàsquet universitari a Kentucky.